# Campionato mondiale femminile under 18 di pallavolo 1995
Il IV campionato mondiale pre-juniores di pallavolo femminile si è svolto dal 2 al 9 settembre 1995 a Orléans, in Francia. Alla competizione hanno partecipato 12 squadre nazionali pre-juniores e la vittoria finale è andata per la prima volta al Giappone.

## Squadre partecipanti
| - Brasile - Cina - Corea del Sud - Cuba - Francia - Giappone | - Italia - Lettonia - Messico - Russia - Slovacchia - Ucraina |

## Fase finale

### Finali 1º e 3º posto
|  | Semifinali | Semifinali | Semifinali |        |          | Finale 1º/2º posto | Finale 1º/2º posto | Finale 1º/2º posto |  |
|  |            |            |            |        |          |                    |                    |                    |  |
|  | Giappone   | Giappone   | 3          |        |          |                    |                    |                    |  |
|  | Giappone   | Giappone   | 3          |        |          |                    |                    |                    |  |
|  | Italia     | Italia     | 2          |        |          |                    |                    |                    |  |
|  | Italia     | Italia     | 2          |        | Giappone | Giappone           | 3                  |                    |  |
|  |            |            |            |        | Giappone | Giappone           | 3                  |                    |  |
|  |            |            | Russia     | Russia | 1        |                    |                    |                    |  |
|  | Russia     | Russia     | Russia     | Russia | 1        | 3                  |                    |                    |  |
|  | Russia     | Russia     |            |        |          | 3                  |                    |                    |  |
|  | Brasile    | Brasile    | 2          |        |          | Finale 3º/4º posto | Finale 3º/4º posto | Finale 3º/4º posto |  |
|  | Brasile    | Brasile    | 2          |        |          |                    |                    |                    |  |
|  |            |            |            |        |          |                    |                    |                    |  |
|  |            |            |            |        |          | Italia             | Italia             | 3                  |  |
|  |            |            |            |        |          | Italia             | Italia             | 3                  |  |
|  |            |            |            |        |          | Brasile            | Brasile            | 0                  |  |

## Classifica finale
| Classifica | Squadre       |
| ---------- | ------------- |
|            | Giappone      |
|            | Russia        |
|            | Italia        |
| 4          | Brasile       |
| 5          | Corea del Sud |
| 6          | Cina          |
| 7          | Slovacchia    |
| 8          | Cuba          |
| 9          | Francia       |
| 9          | Ucraina       |
| 11         | Lettonia      |
| 11         | Messico       |